# 尼科波爾角

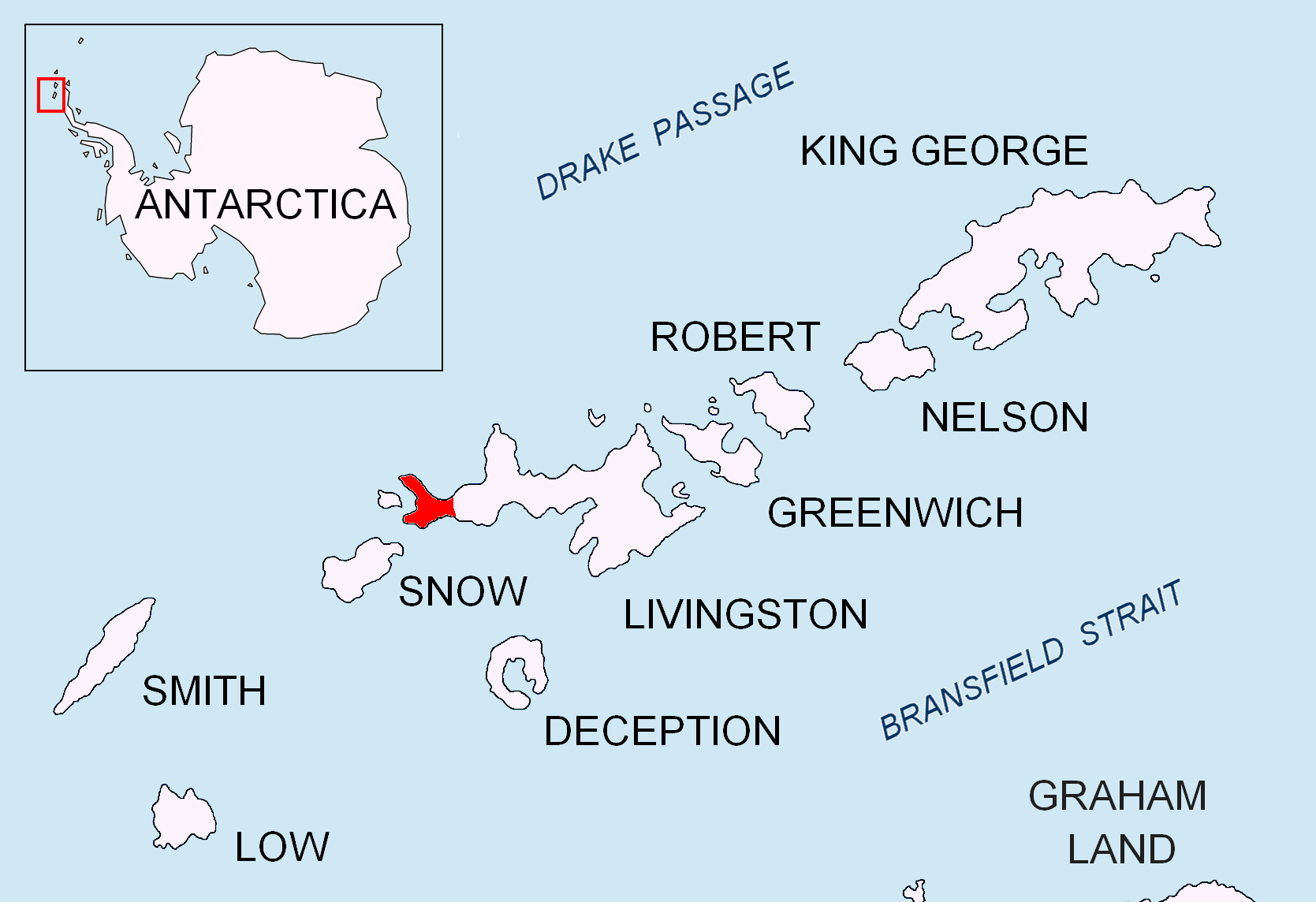

尼科波爾角是南極洲的海岬，位於南設得蘭群島中利文斯頓島的拜爾斯半島南岸，處於德維爾斯角以東4.57公里、錫勒山東南面1.22公里、多梅塔角西南面4.2公里。
62°40′22″S 61°05′26″W / 62.67278°S 61.09056°W

## 外部連結
- Nikopol Point. （页面存档备份，存于） SCAR Composite Gazetteer of Antarctica.